# RedFox
RedFox is een Belgische jongerenbeweging van de marxistische politieke partij PVDA voor scholieren van 14 tot 18 jaar. De organisatie werd in 2015 opgericht. Voordien bediende zusterorganisatie Comac zowel studenten als scholieren. RedFox organiseert bijlessen, solidariteitsacties en politieke acties rond racisme, seksisme, klimaatverandering of lgbt. Ze is actief in alle landsdelen, met groepen in Antwerpen, Brussel, Charleroi, Geel, Genk, Gent, Kortrijk, Leuven, Luik en La Louvière. Van 2016 tot 2018 en opnieuw vanaf 2022 is RedFox organisator van het Antwerpse festival DiverCity. Alice Verlinden is de nationale voorzitter. 
CD&V: JONGCD&V · Groen: Jong Groen · N-VA: Jong N-VA · Open Vld: Jongliberalen · PVDA: Comac, RedFox, Pioniers · Vlaams Belang: Vlaams Belang Jongeren · Vooruit: Jongsocialisten